# Школьный ранец

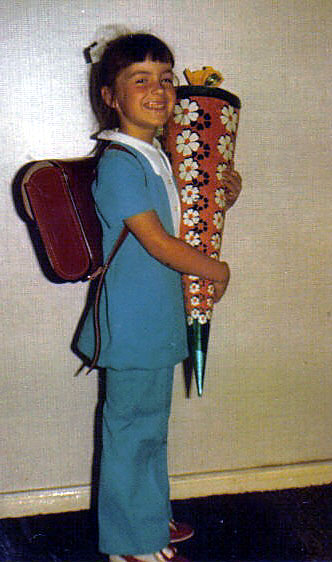
Первоклассница с ранцем и шультюте. ГДР, 1970

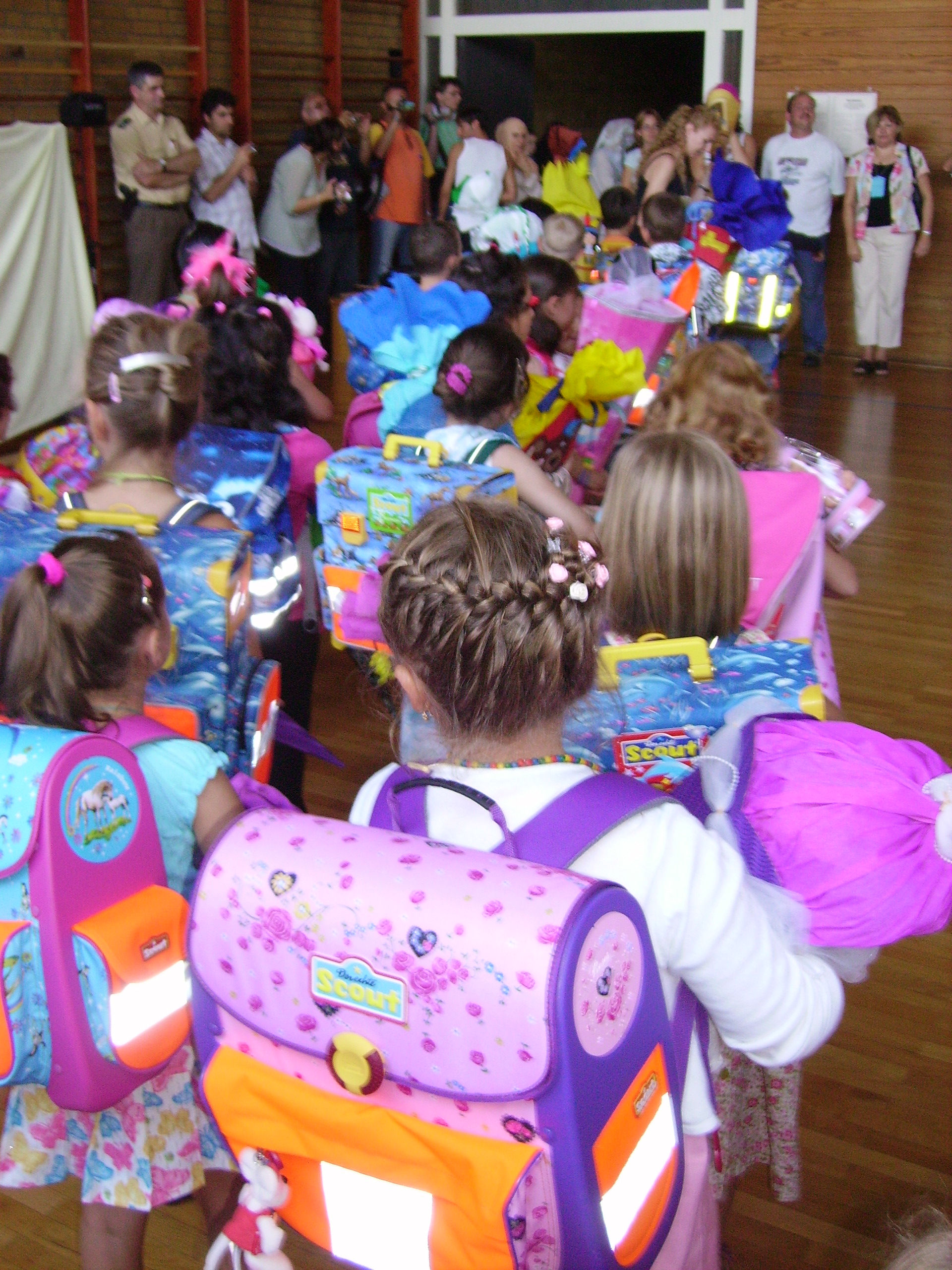
Германия, 2005

Школьный ранец (иногда — ученический ранец или школьный портфель) — кожгалантерейное изделие с плечевыми ремнями, предназначенное для переноски учебников, школьно-письменных принадлежностей на спине.
В настоящее время школьники зачастую используют не ранцы, а рюкзаки. Они отличаются от ранцев мягким корпусом. Жёсткий корпус ранца защищает как ребёнка, так и содержимое ранца, а твёрдая спинка не позволяет содержимому давить на спину ребёнка. Поэтому младшим школьникам рекомендуют покупать именно ранцы.

По действующим российскому ГОСТу и СанПиНу масса пустого ранца для учащихся 1-4 классов должна быть не больше 700 граммов, для учащихся средних и старших классов — не должна превышать 1 кг. При этом вес ранца со всем содержимым должен составлять не более 10 % от массы ребёнка — для учащихся младших классов это примерно 2-3 килограмма. Иногда ранец называют портфелем. На этикетке должны быть указаны компания-производитель, возраст, на который рассчитан выпущенный рюкзак, а также знак ЕАС.

## Эргономика
В Германии до августа 2010 года стандарт DIN 58124 рекомендовал: «Как показывает практика для здоровых детей нормального роста, вес набитой школьной сумки не должен превышать десяти процентов веса тела ребенка». Согласно поправке в соответствии со стандартом DIN в сентябре 2010 г. эта рекомендация была удалена.
Рекомендации о максимальном весе загруженного ранца в десять процентов от веса тела опровергаются по крайней мере в одном исследовании. Согласно результатам исследования Kidcheck, проведенного в Саарландском университете под руководством биолога-человека Оливера Людвига, школьная сумка создает меньшую ортопедическую нагрузку на детей, чем сидение на неправильной школьной мебели в течение нескольких часов и отсутствие физических упражнений. 
Школьные ранцы должны быть анатомически адаптированы к детям. Ранцы следует носить только на спине, а не на руке. При переноске лямки должны быть затянуты.
Большой общий вес может быть вызван разными причинами:
- Учебный материал, который не нужен в течение дня
- Большой собственный вес